# Wacholderberg-Geigerswasen
Das Naturschutzgebiet  Wacholderberg-Geigerswasen  liegt auf dem Gebiet der Stadt Crailsheim im Landkreis Schwäbisch Hall in Baden-Württemberg.

## Lage
Das Gebiet erstreckt sich südöstlich der Crailsheimer Kernstadt von der niedrigen Wasserscheide zum Jagst-Zufluss Trutenbach über ein kleines Nebental hinweg nach Süden bis an den Nordrand des Crailsheimer Dorfes Westgartshausen, durch das der Hammerbach westwärts zum Trutenbach zieht. Im Süden verläuft die Landesstraße L 2218 auf dem linken Kamm des Hammerbachtals, im Norden im Trutenbachtal die K 2554 zwischen dem Stadtteil Goldbach und Crailsheim. Im Osten steht Wald am Abhang der Crailsheimer Hardt, einem Teil der Keuperberglandschaft der Frankenhöhe, weiter westlich verläuft die B 290 vor der Talmulde der Jagst durch südliche Stadtteile von Crailsheim. Das Gebiet liegt auf der Naturraumgrenze zwischen der Hardt und dem Unterraum Crailsheimer Bucht der Hohenloher und Haller Ebene im Westen. Östlich erstreckt sich das 15,4 ha große Naturschutzgebiet Hammersbachtal nordöstlich von Westgartshausen.

## Bedeutung
Das 30,8 ha große Gebiet ist seit dem 15. März 1995 unter der NSG-Nr. 1.206 als Naturschutzgebiet ausgewiesen. Es handelt sich um einen „landschaftlich reizvollen Gipskeuperstufenrand“ mit Wacholderheide, die durch kulturhistorisch bedeutsame Nutzung (Schafbeweidung) entstanden ist. Es sind „vielfältige Lebensräume: offene, karge Heideflächen, lockere Baumbestände und ein kleines Feuchtgebiet samt Bachaue und Bachgehölze.“